# ケイオスユニオン
有限会社ケイオスユニオンは、日本の音楽プロデューサー・ミュージシャンの平沢進が代表取締役を務める芸能事務所・レコード会社である。所属アーティストの作品の管理のほか、自社レーベル「TESLAKITE」にて音楽コンテンツやグッズの販売、平沢進の公式ファンクラブ「GREEN NERVE」の運営などを行っている。

## 沿革
- 1997年5月、東京都渋谷区に設立[3]。平沢進公式ファンクラブ「GREEN NERVE（GN）」も同時に発足する[4]。
- 1999年、日経ネットナビ上にて特設サイト「P-PLANT」を開設し、MP3によるデジタル音楽配信を開始した[5]。これはメジャーレーベル出身のアーティストで国内初の試みであった[6]。それに伴い、音楽配信の弊害となるメジャーレーベルを離脱し、演奏権以外の著作管理委託先を日本音楽著作権協会（JASRAC）からNexTone（旧イーライセンス）へ変更する[7][8]。
- 2000年、音楽ソフト事業に参入。それまで所属していた日本コロムビアから「TESLAKITE」レーベルを移管し、第一弾作品として『賢者のプロペラ』を発売する。同年には「WIRELESS」レーベルを設立し、『P-PLANT CD Vol.1』を発売。
- 2001年公開の今敏監督のアニメーション映画『千年女優』に音楽制作として参加。
- 2006年公開の今敏監督のアニメーション映画『パプリカ』に音楽制作として参加。
- 2021年5月24日、平沢進作品のアートワーク全般を手がけるアーティスト、中井敏文のアルバム2作品を「テスラカイト・オンラインショップ」にて販売を開始[9][10]。
- 2023年3月15日、TESLAKITEレーベルの傘下「KITE IN CLOUD」レーベルを発足[11]。
- 2024年8月5日、MANDRAKEやP-MODELのメンバーであった田中靖美が「KITE IN CLOUD」レーベルに参画[12]。

## 概要
前事務所による「殺人的なスケジュール」によって心身に不調をきたした平沢は、事務所の移籍を決意する。賛同した関係者の協力により個人事務所「ケイオスユニオン」設立に至る。
1999年にはメジャーレーベルによる契約上での不透明性から、自ら契約を解除し、メジャーレーベル出身では初のデジタル音楽配信を開始。日経BP社の協力により、ウェブサイト「日経ネットナビ」上にて音楽配信サイト「P-PLANT」「WORLD CELL」を開設した。
2000年には自社レーベルとして「WIRELESS」レーベルを設立。同時期に平沢進・P-MODELの個人レーベルであった「TESLAKITE」を日本コロムビア・BIOSPHERE RECORDSからケイオスユニオンへ移籍した。
一部の作品やグッズは自社の直販サイト「テスラカイト・オンラインショップ」にて限定販売されており、ファンクラブ会員限定作品も存在する。

## 所属アーティスト
- 平沢進[16]
- P-MODEL・核P-MODEL[17]
- 中井敏文[18]
- PEVO1号[11]
- オリモマサミ[11]
- ナカムラルビイ[11]
- 田中靖美[12]

## 自社レーベル

### WIRELESSレーベル
- P-MODEL[19]

### TESLAKITEレーベル
- 平沢進[16]
- P-MODEL・核P-MODEL[17]

### KITE IN CLOUDレーベル
- nakaitoshifumi[11]
- PEVO1号[11]
- オリモマサミ[11]
- ナカムラルビイ[11]
- 田中靖美[12]

## 主要スタッフ
- 平沢進
  - 代表取締役[20]
- 望月衣子
  - 販売サイト運営統括責任者[21]

## 関連人物
- 鎮西正憲[22]（レコーディング・エンジニア）
- 大和久マサル[23]（プロモーションビデオ、CG演出制作）
- 八木智晴[24][25]（衣装製作）